# Lede (stacja kolejowa)
Lede (niderl. Station Lede) – stacja kolejowa w Lede, w prowincji Flandria Wschodnia, w Belgii. Znajduje się na linii 50 Bruksela - Gandawa i 53 Schellebelle - Leuven. 

## Linie kolejowe
- Linia 50 Bruksela - Gandawa

## Połączenia

### W Tygodniu
| Typ pociągu | Trasa                                                             | Częstotliwość |
| ----------- | ----------------------------------------------------------------- | ------------- |
| IC 20       | Gent-Sint-Pieters - Bruksela - Aarschot - Hasselt - Tongeren      | 1x/h          |
| IC 29       | Gent-Sint-Pieters - Bruksela - Brussels Airport-Zaventem - Landen | 1x/h          |

### Weekend
| Typ pociągu | Trasa                                                                        | Częstotliwość |
| ----------- | ---------------------------------------------------------------------------- | ------------- |
| IC 20       | Gent-Sint-Pieters - Bruksela - Dendermonde - Lokeren                         | 1x/h          |
| IC 29       | De Panne - Gent-Sint-Pieters - Bruksela - Brussels Airport-Zaventem - Landen | 1x/h          |